# UltraViolet (DRM)
Pour les articles homonymes, voir Ultraviolet (homonymie).
UltraViolet (en abrégé : UVVU ou UV) est un système de gestion des droits numériques (DRM) proposé par le consortium DECE, déployé en Amérique du Nord et en France entre 2010 et 2019.
Le service a fermé le 31 juillet 2019.

## Fonctionnement
Le système UltraViolet vise à rendre des vidéos sous forme électronique interopérables, quels que soient les distributeurs (sauf Disney et Apple) et quelle que soit la marque de l'appareil de visionnage.
Il s'agit d'un ensemble de spécifications et d'accords entre fournisseurs participants, avec une vérification centralisée des droits, qui permet aux distributeurs de commercialiser des vidéos, ces films pouvant être visionnés sur des appareils de différentes marques (lecteurs, box, TV connectées, tablettes, smartphones, etc.) compatibles UV.

En 2013, UltraViolet est conçu pour la vente de films ou de séries TV (pas pour leur location, ni pour des formules d'abonnement). Ainsi, il n'y a pas de limite au nombre de visionnages des vidéos téléchargées.
On peut acquérir la vidéo UVVU par streaming, par téléchargement ou sur un support physique (DVD ou Blu-ray).

Un point central, le site UltraViolet de gestion des droits numériques liste :
- les informations concernant les utilisateurs (maximum 6 par foyer),
- les contenus que ceux-ci ont achetés (la "collection") et
- leurs lecteurs compatibles UV (chaque foyer peut en déclarer jusqu'à 12).

Les fichiers UltraViolet ne peuvent être lus que par les appareils UltraViolet déclarés sur le compte de l'utilisateur.
Le point central n'héberge pas les fichiers vidéo en question ; il liste simplement les comptes utilisateurs, les contenus achetés et les appareils déclarés.

## Objectifs du système de protection
- Favoriser l'interopérabilité des contenus électroniques
- Empêcher la copie
- Empêcher la lecture non autorisée
- Empêcher le prêt

## Histoire
En septembre 2010, Mitch Singer, le président de DECE annonce le lancement du système.
Le 13 avril 2017, les serveurs de JB Hifi NOW cesseront de supporter ultraviolet. Vudu annonce également la fin du support pour le 1er avril.
En 2018, ce sont Universal Pictures, 20th Century Fox et Universal Studios qui cessent de l'utiliser pour leurs nouvelles sorties.
Le 31 janvier 2019, UltraViolet, concurrent du KeyChest de Disney, annonce la fermeture du service  pour le 31 juillet 2019,.
Le 31 juillet 2019, Le service Ultraviolet ferme ses portes.